# Estudio Científico de Visualización

Proyección de concentración de la capa de ozono
NASA/Goddard Space Flight Center Scientific Visualization Studio

El Estudio Científico de Visualización, SVS por su siglas en inglés, Scientific Visualization Studio, tiene por objetivo que las personas aprendan sobre programas de la NASA a través de la visualización. Para ello, el SVS trabaja y colabora estrechamente con científicos en la creación de visualizaciones, animaciones, e imágenes para promover una comprensión mayor de las actividades de investigación que  desarrolla sobre la Tierra y las Ciencia Espaciales y, así mismo, las que realiza con la comunidad de investigación académica apoyada por la NASA.
Todas las visualizaciones y productos multimedia creados por el "SVS", el "Laboratorio CI" (Conceptual Image Lab), y  los "Estudios de Medios Goddard" (Goddard Media Studios) son accesibles a través de su sitio web, libres para descargar. Se ha de tener en cuenta que no se trata de un repositorio de las imágenes y películas de la NASA. Pare ello, se puede acceder al Portal de Datos de la NASA.

## Estructura
El SVS se estructura en varios departamentos o Asociados de Contenido (Content Partners):
- "Conceptual Image Lab", estudio reconocido y premiado, que agrupa a los artistas que trabajan estrechamente con astrónomos, científicos e ingenieros para transmitir a la sociedad la teoría científica, el diseño y los conceptos primordiales en un preciso y convincente modo visual.
- "Goddard Media Studios" narra las historias de modo único, a través de un impresionante equipo de productores, animadores, redactores, y otros especialistas. Para ello, el Estudio aúna la ciencia con la imaginación, tratando de explicar, traducir y, en última instancia, inspirar.
- "Scientific Hyperwall Presentations" es una gran y atractiva pared de pantallas de alta definición en que se suelen mostrar las últimas visualizaciones de datos de la NASA, imágenes, vídeos, y otro material de presentación. El SVS desarrolla el software "Hyperwall".

## Recursos
En su sitio Web dispone de diferentes apartados, como galería, serie de datos (Data sets) y otros, que proporcionan diversa información en modo visual, como es su objetivo.
Dispone, así mismo, de versiones en formato APP para dispositivos iOS y Android.